# Åke Weidstam
Åke Weidstam, född 7 juli 1925 i Brunnby socken, död 31 juli 2011, var en svensk jurist som var lagman i Kristianstads tingsrätt från 1981 till 1991.
Weidstam blev juris kandidat vid Lunds universitet 1954 och genomförde tingstjänstgöring 1954-1957 innan han 1957 blev fiskal vid hovrätten för Övre Norrland, där han blev hovrättsråd 1969. Han medverkade i statliga utredningar 1962-1980 och sakkunnig i Justitiedepartementet 1980-1981. Han var lagman i Kristianstads tingsrätt 1981-1991 .
Weidstam var son till tullförvaltare Erik Weidstam och hans maka Anna, född Norrman. Han var från 1949 gift med Gudrun, född Johansson 1924.